# علوی (کاشان)
علوی، روستایی از توابع بخش نیاسر شهرستان کاشان در استان اصفهان ایران است یکی از مراکز نیکوکاری ایران در این روستا به نام مرکز نیکوکاری طلوع یا(بنیاد  مردمی طلوع).

## جمعیت
این روستا در دهستان نیاسر قرار دارد و بر اساس سرشماری مرکز آمار ایران در سال ۱۳۸۵، جمعیت آن ۶۵۸ نفر (۱۸۳خانوار) بوده‌است.

#### معرفی روستا
مردم روستای علوی کاشان بیشتر در بخش‌های کشاورزی، دامپروری و تولید گلاب و عرقیات گیاهی مشغول هستند.